# Bermudy na Mistrzostwach Świata w Lekkoatletyce 2022
Bermudy na Mistrzostwach Świata w Lekkoatletyce 2022 – reprezentacja Bermudów podczas mistrzostw świata w Eugene liczyła 1 zawodnika, który nie zdobył żadnego medalu.

## Skład reprezentacji

### Mężczyźni
| Zawodnik            | Konkurencja | Kwalifikacje | Kwalifikacje | Finał | Finał   | Źródło |
| Zawodnik            | Konkurencja | Wynik        | Pozycja      | Wynik | Pozycja | Źródło |
| ------------------- | ----------- | ------------ | ------------ | ----- | ------- | ------ |
| Jah-Nhai Perinchief | trójskok    | 16,38        | 22.          | NQ    | NQ      | [ 1 ]  |